# Flaithbertach mac Inmainén
Flaithbertach mac Inmainén (morto em 944) foi rei de Munster e abade da Ilha de Scattery.

## Biografia
Flaithbertach é mencionado nos Anais pela primeira vez em 907, quando acompanha o então rei Cormac mac Cuilennáin em batalha contra Connacht e os Uí Néill, em que derrotaram Flann Sinna, Grande Rei da Irlanda. Em 908, Flaithbertach, na qualidade de conselheiro-chefe de Cormac, reúne exércitos com ele para marchar contra Leinster, cujo rei Cerball mac Muirecáin era genro e aliado de Flann Sinna. Os exércitos se encontram em Bellaghmoon, e, como registrado na obra Cath Belaig Mugna, Flaithbertach convenceu Cormac a reunir seus exércitos apesar das aparentes desvantagens, ao que aquele foi capturado, e este, morto. A vida de Flaithbertach, contudo, foi poupada, e após a morte de Cerball em 909, foi liberto de seu cativeiro em Kildare, onde era constantemente humilhado enquanto responsável pela morte de Cormac, que era tido como santo mesmo por seus inimigos políticos.
O trono de Munster parece ter permanecido vago até 914, quando Flaithbertach foi coroado rei de Munster, como relatado nos Anais de Innisfallen e Anais Fragmentários. Foi o primeiro rei de Munster não proveniente da dinastia dos Eóganachta, sendo, ao invés, um Múscraige, um dos povos ivernos que habitavam a Irlanda. Pouco é conhecido de seu reino, um período que viu expansão do domínio viquingue no sul da Irlanda. Parece ter resignado em 922, quando deu lugar a Lorcán mac Coinlígáin, um Eóganachta de Cashel assim como Cormac, e saiu em peregrinação. Foi capturado por viquingues de Limerick em Roscrea no ano seguinte, mas evidentemente solto em algum momento, e faleceu pacificamente em 944.